# Move Over
Move Over é uma banda de rock brasileira formada em 2003.

## Carreira
A banda foi formada em 2003 na cidade de Bauru pelo casal Leandro, baterista, e Adriane, vocalista. O nome foi sugestão de um amigo do então casal que lembrou-se do nome de uma música de Janis Joplin, que é uma grande influência da banda. Como outros grupos, começaram tocando em bares no interior de São Paulo com repertório de covers até que conquistou o segundo lugar do 96 Fest Rock (festival de rock realizado em Bauru) com uma música autoral. A música foi veiculada nas rádios da cidade conseguindo bons índices de audiência, ficando em primeiro lugar nas paradas por semanas consecutivas. Em seguida, a banda entrou em estúdiopara gravar o álbum Ir Além, pelo selo Engenho, de Jaú. O trabalho foi producido por Jr. Lanne.
A banda já se apresentou na Virada Cultural, Aniversário da rádio Ativa FM (SP), aniversário da Ventura FM (Lençóis, SP), Festival Grito Rock em 2007 nas edições Rio de Janeiro e Jaú, Festival da Wolkswagen e obteve um 1º lugar no XII Aurora Fest Rock em 2011.
No ano de 2013, em comemoração aos 10 anos do grupo, foi lançado um DVD Acústico. No ano seguinte participou do talent show Super Star conseguindo projeção a nível nacional.
Agora em 2018, a vocalista ''Dri'' esta participando do reality show The Voice Brasil com cada vez mais destaque em cada apresentação
É considerada uma das principais bandas em atividade do interior do estado de São Paulo.

## Discografia

### Álbuns de estúdio
- 2006: Ir Além
- 2015: Elemento Surpresa

### Extended plays
- 2007: A Intensidade da Intenção

### DVDs
- 2013: Acústico – Especial 10 Anos